# Dog Man Star
Albums de Suede
Suede
(1993) Coming Up
(1996)
Dog Man Star est le deuxième album du groupe anglais Suede, sorti le 10 octobre 1994 chez Nude Records. Il s'agit du dernier album de Suede enregistré avec le guitariste Bernard Butler. À la suite de tensions croissantes avec le chanteur Brett Anderson, Butler quitte le groupe avant la fin de l'enregistrement. Contrastant avec l'album éponyme qui a fait connaître Suede, Dog Man Star montre une facette plus sombre du groupe et s'affranchit du courant britpop. Il se vend moins bien que le précédent, atteignant toutefois la troisième place des charts anglais. Globalement bien accueilli par la critique à sa sortie, l'album est considéré aujourd'hui par beaucoup comme le chef-d'œuvre de Suede.

## Contexte
Au début de l'année 1994, alors que Suede s'apprête à sortir le single Stay Together, le moral au sein du groupe est au plus bas :  Bernard Butler vient de perdre son père juste avant le début de leur deuxième tournée américaine ; la première semaine de cette tournée est donc annulée, et Butler s'éloigne encore plus du reste du groupe. Butler a plus tard déclaré que « les autres membres du groupe m'en voulaient d'être en tournée et de ne pas vouloir m'amuser ».[4] Il est vrai qu'il effectue alors les trajets lors de la tournée séparément du groupe, ou dans le bus des Cranberries, groupe qui assure alors leurs premières parties. L'ambiance dégénère au point que les derniers concerts sont annulés. L'avenir du groupe semble alors fortement compromis.
Afin de préparer le nouvel album, Brett Anderson déménage à Highgate, dans un vieux manoir victorien, et commence à écrire des paroles fortement influencées par son usage de la drogue. « Je prenais énormément d'acid à cette époque, et je crois que cela m'a donné assez de confiance pour repousser certaines limites »[9]. Anderson a aussi déclaré vivre à cette époque avec un voisinage pour le moins étrange : en effet, des membres de la communauté mennonite partagent un appartement voisin, et chantent des hymnes religieux durant les trips d'Anderson.10]

## Enregistrement
Après le succès de leur premier album, Suede était acclamé comme les créateurs de la britpop, mais ils furent vite dépassés, du moins commercialement, par les groupes Blur, Oasis et Pulp. Cela dégoûta Anderson, qui considéra alors ne plus rien avoir en commun avec cette scène, et le poussa à enregistrer « l'album le moins britpop possible. C'est un album torturé, épique, extrêmement sexuel et personnel. Aucun de ces qualificatifs ne peut s'appliquer à la britpop ». [11]
L'album est enregistré entre le 22 mars et le 26 juillet 1994 aux studios Master Rock, à Kilburn, à Londres. Les répétitions sont tendues, et aboutissent à la séparation du groupe en deux camps : d'un côté Butler, de l'autre le reste du groupe et le producteur Ed Buller. Butler apparait même en une du magazine Vox sous le titre « Anderson me rend dingue ! » Dans l'interview, le guitariste explique que le goût de Butler pour l'improvisation s'accorde mal avec les visions d'Anderson et d'Ed Buller, leur perfectionnisme, leur lenteur et l'obsession apparente d'Anderson pour la célébrité. Ce dernier se souvient avoir lu cette interview le matin de l'enregistrement de la chanson The Asphalt World, et d'avoir utilisé la tristesse causée par cet article dans son chant.[13] Peu après, Butler s'excusa auprès du chanteur, et l'enregistrement se poursuivit.
C'est ce même titre, The Asphalt World, qui cause la rupture définitive entre les deux membres du groupe : la version finalement retenue dure 9 minutes 25, mais Butler souhaite que le morceau dure 25 minutes, avec un solo de guitare de 8 minutes. L'épreuve de force commence, chacun souhaitant imposer sa version, et lorsque Anderson, soutenu par le producteur, finit par l'emporter, la rupture semble consommée.
L'enregistrement se poursuit néanmoins, mais Butler est de plus en plus détaché, et de plus en plus critique vis-à-vis du travail de production d'Ed Buller. Il propose de produire lui-même l'album, ou de confier la tâche à Chris Thomas, un producteur ayant fait ses preuves avec des groupes tels que les Pretenders ou les Sex Pistols.
La maison de disque du groupe, Nude, répond que Thomas est trop cher, et la requête de Butler est donc rejetée.
Le comportement du guitariste devient alors de plus en plus imprévisible, Ed Buller déclarant même avoir reçu d'étranges coups de téléphone anonymes lors desquels ils entendait des bruits ressemblant à des couteaux qu'on aiguise...[18]
Le guitariste lance alors un ultimatum au reste du groupe : ou bien Ed Buller est renvoyé, ou bien il quitte le groupe. Ed Buller reste, et Bernard Butler quitte donc le groupe le 8 juillet, alors que l'enregistrement est loin d'être achevé. Il finira d'enregistrer ses parties de guitare chez lui et dans un autre studio.
À ce moment, peu de parties vocales sont enregistrées, et la plupart des chansons n'ont pas encore de titre. toutefois, Ed Buller parvient à mener les sessions à leur terme, avec l'aide des membres du groupe présents.
Bernard Butler sera d'abord très critique vis-à-vis de cet album, déplorant, outre la production qu'il juge « pauvre », le manque d'ambition dans le développement des morceaux. Avec le temps, il radoucira sa position, estimant que « c'est un bon album, mais qu'il aurait pu être bien meilleur. » [23]

## Liste des titres
Toutes les paroles et musiques sont de Brett Anderson et Bernard Butler.
1. Introducing the Band - 2:38
2. We Are the Pigs - 4:19
3. Heroine - 3:22
4. The Wild Ones - 4:50
5. Daddy's Speeding - 5:22
6. The Power - 4:31
7. New Generation - 4:37
8. This Hollywood Life - 3:50
9. The 2 of Us - 5:45
10. Black or Blue - 3:48
11. The Asphalt World - 9:25
12. Still Life - 5:23